# Финикийско изкуство
Финикийското изкуство е част от западносемитската културна традиция.
Финикийското изкуство се свързва с Леванта - днешните земи на Ливан, Западна Сирия, Киликия, Палестина и Израел, и в по-малка степен с островите и крайбрежието на и по Средиземноморието. Възникването и развитието му е в тясна връзка с презморската и не само морска търговия, като е силно повлияно от близките си и донякъде родствени контакти с асиро-вавилонската цивилизация, Древен Египет и Древна Гърция. Водената оживена търговия от финикийците в древността разпрострира финикийското влияние по четирите страни на древния свят.
Изкуството и културата на финикийците е близкородствена на тази на съседните им семитски общности – угаритски, сирийски, ханаански, израилтянски. Цивилизацията на финикийците и евреите в древността не се подчинява на стремеж към изграждане на единна и голяма централизирана държава подобно на източносемитския Акад, Вавилония, а и Асирия. Цялостното културно развитие на финикийските градове-държави, подобно на Израиля, е в противоречие на подобна идея. Абсолютната финикийска и хронична еврейска характеристика на отсъствие на държавно монархично обединение, детерминира изключително устойчива културна линия и традиция в развитието на изкуството още от древността сред тези съседни и близкородствени народи.
За самостоятелна финикийска култура и изкуство може да се говори от 13 век пр.н.е., след като финикийските градове се сдобиват с независимост. Предходно, още от IV-III хилядолетие пр.н.е. финикийските градове се управляват от царе, които изпитват силно египетско влияние. В средата на II хилядолетие пр.н.е. финикийците за около три века попадат първо под египетска, а после – под хетска власт. По това време като пръв сред финикийските градове на Средиземноморието се издига Тир. Първоначалния тласък е последван от спадове и относителна независимост от силния изток – през 8-7 век пр.н.е. финикийците попадат последователно под асирийска, нововавилонска и персийска власт, а по-сетне и под Македонска и Римска власт. Едно събитие предхожда и съпътства самостоятелното финикийско развитие – презморската колонизация и основаването на Картаген, който винаги остава свързан със своя град-майка - Тир. По исторически обусловени причини като период на разцвет на финикийското изкуство се счита 9 - 6 век пр.н.е., като самостоятелното финикийско изкуство започва де се изгражда предходно четири века преди това и завършва четири века след началото на античността - с края на Картаген в средата на 2 век пр.н.е.